# Minquartia
Minquartia é um género botânico pertencente à família Olacaceae.
O género tem um espécie:
- Minquartia guianensis

## Nomes
Nomes comuns: acariquara, acariquara-roxa, acari, acapú, acaximba, arariúba, entre outros.